# Romário Alves
Romário Reginaldo Alves (* 30. Juli 1994 in Belo Horizonte), auch einfach nur Romário Alves, ist ein brasilianischer Fußballspieler.

## Karriere
Romário Alves erlernte das Fußballspielen in den brasilianischen Jugendmannschaften von Red Bull Brasil und dem São Bernardo FC. Seinen ersten Vertrag unterschrieb er bei AA Caldense in Poços de Caldas. 2016 spielte er in Indonesien beim PS Mitra Kukar in Tenggarong sowie beim EC Mamoré im brasilianischen Patos de Minas. Über die Stationen Iraty SC und CA Taboão da Serra ging er im Februar 2020 nach Kambodscha. Hier schloss er sich dem Erstligisten National Defense Ministry FC aus Phnom Penh an. Mitte Dezember 2021 zog es ihn nach Thailand, wo er einen Vertrag beim Drittligisten Krabi FC unterschrieb. Der Verein aus Krabi spielte in der Southern Region der dritten Liga. Am Ende der Saison 2021/22 feierte er mit Krabi die Meisterschaft der Region und den anschließenden Aufstieg in die zweite Liga. Nach dem Aufstieg wurde sein Vertrag nicht verlängert. Am 1. August 2022 nahm ihn der Drittligist Sisaket United FC unter Vertrag. Mit dem Verein aus Sisaket trat er in der North/Eastern Region der Liga an. Für Sisaket bestritt er 16 Drittligaspiele. Im Sommer 2023 ging er wieder nach Kambodscha, wo er sich dem Erstligisten Kirivong Sok Sen Chey aus der Provinz Takeo anschloss. Nach elf Erstligaspielen kehrte er im Januar 2024 nach Thailand zurück. Hier nahm ihn der Drittligist Udon United FC unter Vertrag. Mit dem Verein aus Udon Thani spielt er neunmal in der North/Eastern Region der Liga. Hierbei erzielte er vier Treffer. Zu Beginn der Saison 2024/25 wechselte er im Juli 2024 nach Pattani zu dem in der Southern Region spielenden Pattani FC. Nach elf Ligaspielen, in denen er vier Treffer erzielte, wurde sein Vertrag im Dezember 2024 nicht verlängert. Im Januar 2025 verpflichtete ihn der ebenfalls in der Southern Region spielende Muangtrang United FC.

## Erfolge
Krabi FC
- Thai League 3 – South: 2021/22  ▲